# Oporophylla
Oporophylla är ett släkte av fjärilar. Oporophylla ingår i familjen nattflyn.
Kladogram enligt Catalogue of Life:
| Oporophylla | \| \| Oporophylla despicillator \| \| \| \| \| \| Oporophylla ustulata \| \| \| \| |
|             | \| \| Oporophylla despicillator \| \| \| \| \| \| Oporophylla ustulata \| \| \| \| |
|             | Oporophylla despicillator                                                          |
|             |                                                                                    |
|             | Oporophylla ustulata                                                               |
|             |                                                                                    |